# Kruščica, Petnjica
Kruščica este un sat din comuna Petnjica, Muntenegru. Conform datelor de la recensământul din 2003, localitatea are 97 de locuitori (la recensământul din 1991 erau 165 de locuitori).

## Demografie
În satul Kruščica locuiesc 65 de persoane adulte, iar vârsta medie a populației este de 30,6 de ani (33,0 la bărbați și 28,3 la femei). În localitate sunt 19 gospodării, iar numărul mediu de membri în gospodărie este de 5,11.
|  |

| Demografie | Demografie | Demografie |
| An         | Locuitori  | Locuitori  |
| ---------- | ---------- | ---------- |
|            |            |            |
|            |            |            |
|            |            |            |
|            |            |            |
| 1948       | 275        |            |
| 1953       | 321        |            |
| 1961       | 312        |            |
| 1971       | 212        |            |
| 1981       | 190        |            |
| 1991       | 165        | 162        |
| 2003       | 109        | 97         |

| \| Componența etnică conform recensământului din 2003[2] \| Componența etnică conform recensământului din 2003[2] \| Componența etnică conform recensământului din 2003[2] \| Componența etnică conform recensământului din 2003[2] \| Componența etnică conform recensământului din 2003[2] \| \| ----------------------------------------------------- \| ----------------------------------------------------- \| ----------------------------------------------------- \| ----------------------------------------------------- \| ----------------------------------------------------- \| \| \| \| \| \| \| \| Bosniaci \| Bosniaci \| \| 94 \| 96,9% \| \| necunoscută \| necunoscută \| \| 3 \| 3,09% \| |             |  |    |       |
| Componența etnică conform recensământului din 2003 |             |  |    |       |
| |             |  |    |       |
| Bosniaci | Bosniaci    |  | 94 | 96,9% |
| necunoscută | necunoscută |  | 3  | 3,09% |